# Прелюдии (Алькан)
«Прелюдии» (фр. Préludes) ― цикл из 25 произведений для фортепиано соло. Был написан Шарлем Валантеном Альканом в 1844 году и впервые опубликован в 1847 году как опус 31.
Цикл прелюдий охватывает все 24 мажорные и минорные тональности (первая и последняя прелюдии написаны в до мажоре).

## Список
1. Lentement, до мажор
2. Assez lentement, фа минор
3. Dans le genre ancien, ре-бемоль мажор
4. Prière du soir, фа-диез минор
5. Psaume 150me, ре мажор
6. Ancienne mélodie de la synagogue, соль минор
7. Librement mais sans secousses, ми-бемоль мажор
8. La chanson de la folle au bord de la mer, ля-бемоль минор
9. Placiditas, ми мажор
10. Dans le style fugué, ля минор
11. Un petit rien, фа мажор
12. Le temps qui n’est plus, си-бемоль минор
13. J'étais endormie, mais mon cœur veillait, соль-бемоль мажор
14. Rapidement, си минор
15. Dans le genre gothique, соль мажор
16. Assez lentement, до минор
17. Rêve d’amour, ля-бемоль мажор
18. Sans trop de mouvement, до-диез минор
19. Prière du matin, ля мажор
20. Modérément vite et bien caractérisé, ре минор
21. Doucement, си-бемоль мажор
22. Anniversaire, ми-бемоль минор
23. Assez vite, си мажор
24. Étude de vélocité, ми минор
25. Prière, до мажор

## Критика
Современник Алькана Франсуа-Жозеф Фети писал:
«Алькан ― человек сердца и ума; его прелюдии подобны мечтам, которые скрывают в себе очень рассчитанную и законченную художественную мысль».